# 시대를 초월한 마음
시대를 초월한 마음(犬夜叉 時代を越える想い)은 이누야샤 극장판 시리즈의 첫 번째 작품이다. 2001년 12월 15일 개봉하였다.